# Encyclia maderoi
Encyclia maderoi är en orkidéart som beskrevs av Rudolf Schlechter. Encyclia maderoi ingår i släktet Encyclia och familjen orkidéer. Inga underarter finns listade i Catalogue of Life.